# Adrian Erlandsson
Adrian Erlandsson es un baterista sueco, miembro del grupo de death metal melódico At the Gates entre 1990 y 1995, banda precursora y estandarte del llamado "new wave of swedish death metal" o simplemente "death sueco". Poco después de editar su obra póstuma y de más reconocimiento por el público "Slaughter of the Soul" la banda decide disolverse por diferencias en cuanto a la orientación estilística que debían tomar. Junto a los hermanos Björler deciden formar el grupo The Haunted editando en 1998 el álbum "The Haunted" un disco a medio camino entre el thrash y el hardcore, y siendo hoy una de las mejores y más reconocidas bandas de metal sueco. 
Se le ofrece entrar en la banda británica Cradle of Filth en el año 1999 sustituyendo a Nicholas Barker. Ha grabado también el EP From the Cradle to Enslave y los discos Midian, Damnation and a Day, Nymphetamine y el último Thornography.
Salió de Cradle of Filth a finales del 2006, siendo sustituido por Martin "Marthus" Škaroupka. En Nemhain, siendo baterista, también comparte créditos con su esposa. Actualmente Adrian Erlandsson toca en Brujería (con el sobrenombre de El Podrido) y en Tenet junto a miembros de Strapping Young Lad.
En el año 2008 participa en el disco Night Electric Night de la banda sueca Deathstars grabando junto a la banda una versión de la canción "Night Electric Night".
El 17 de marzo de 2009 fue anunciado como nuevo batería de Paradise Lost, banda pionera del Gothic Metal.
También es baterista de la no tan famosa banda de black metal folk llamada "Netherbird".
Su hermano menor, Daniel Erlandsson, es el baterista de la banda Arch Enemy.

## Discografía
Con At The Gates
- Gardens of Grief  (EP) (1991)
- The Red in the Sky is Ours (1992)
- With Fear I Kiss the Burning Darkness (1993)
- Terminal Spirit Disease (1994)
- Slaughter of the Soul (1995)
- At War With Reality (2014)

Con Cradle of Filth
- Midian (2000)
- Damnation and a Day (2003)
- Nymphetamine (2004)
- Thornography (2006)

Con Deathstars
- Night Electric Night (2008)

Con Nedleeyye
- Death by Design (2002)

Con Code
- Resplend Grothesque (2008)

Con The Haunted
- The Haunted (1998)
- Exit Wouds (2014)

Con Terror
- Demo 1994

Con H.E.A.L.
- There Can Be Only One EP (1994)

Con Paradise Lost
- Faith divides us, death unites us (2009)
- Tragic Idol (2012)
- The Plague Within (2015)

Con Brujería (banda)
- Debilador [Sencillo] (2008)
- No Aceptan Imitaciones [Sencillo] (2010)